# Vlag van Afferden

Vlag van Afferden

De vlag van Afferden heeft sinds 15 juni 2024 een eigen dorpsvlag voor het Nederlandse dorp Afferden in de provincie Limburg. 

## Indeling en symboliek
De vlag bestaat uit twee delen, waarvan de rechterkant van de vlag hebben verschillende historische betekenissen:
Aan de linkerkant is een klimmende leeuw te zien, terwijl aan de rechterkant de kleuren wit, blauw en geel te zien zijn. Het bovenste deel van de leeuwen verwijst naar het wapen Van Schenk van Nijdeggen die van circa 1400 tot 1709 de eigenaar van kasteel Bleijenbeek en Heer van de Heerlijkheid Afferden. De onderste helft van de leeuw staat bekend als het wapen van de familie Van Hoensbroeck, die van 1709 tot 1937 de heerschappij over kasteel Bleijenbeek had en tot 1815 de heerlijkheidsrechten van Afferden bezat. Na 1815 ging Afferden over in de gemeente Bergen.
Aan de rechterkant staat niet alleen de provincievlag van Limburg, die sinds 1815 deel uitmaken van de Nederlandse provincie Limburg, maar ook de tijd van 1528 tot 1713, toen Opper-Gelre van Hertogdom Gelre de controle over Afferden had (blauw en goudgeel). De kleur wit verwijst naar de tijd waarin Afferden in 1713 tijdens de Vrede van Utrecht aan het Pruisisch grondgebied werd toegewezen. Een situatie die aanhield tot 1802.
Daarnaast symboliseert de kleur geel de arme zandgronden en stuifduinen die in Afferden voorkomen. De kleur blauw vertegenwoordigt de Maas, terwijl de kleur wit een wat chauvinistische betekenis heeft: ‘wat komt er boven Afferden…? niks toch.’

## Geschiedenis
Deze vlag werd op 15 juni 2024 onthuld, en is tot stand gekomen ter gelegenheid van het 40-jarig bestaan van de Dorpsraad Afferden.
De vlag is met de hand ontworpen door William Coolen, de heraldische tekenaar uit Berkel-Enschot. Hij heeft de vlag ontworpen dat de geschiedenis en identiteit van het dorp toont, gebaseerd op een historisch onderzoek.